# Jenna Ewert
Jenna Ewert (* 8. Februar 2000) ist eine US-amerikanische Volleyballspielerin.

## Karriere
Nachdem sie bereits im Turnen und im Schwimmen aktiv gewesen war, entdeckte Jenna Ewert den Volleyballsport für sich. Während ihres Studiums an der University of Colorado Boulder und an der University of Texas at Austin spielte sie für die universitätseigenen Volleyballmannschaften. Nachdem Abschluss ihres Studiums schloss sie sich Anfang des Jahres 2023 dem VfB Suhl Lotto Thüringen an und gab ihr Debüt für den Verein am 7. Januar 2023 beim Heimspiel gegen die Rote Raben Vilsbiburg. Mit ihrer neuen Mannschaft beendete sie die Hauptrunde der Saison auf dem sechsten Platz, sodass sie sich für die Playoffs qualifizierte. Dort unterlag das Team im Achtelfinale dem SC Potsdam. Zudem war Ewert mit dem VfB Suhl im Challenge Cup vertreten. Dort erreichte das Team das Halbfinale, wo es gegen den späteren Titelträger Chieri '76 Volleyball unterlag. Im Juli 2023 wurde Ewert vom deutschen Bundesligisten USC Münster bis 2025 verpflichtet, wechselte aber bereits 2024 zum Ligakonkurrenten SC Potsdam.

## Persönliches
Jenna Ewert hat drei Geschwister, eine Schwester und zwei Brüder. Ihre beiden Brüder spielen ebenfalls Volleyball und ihr großer Bruder Jordan Ewert spielte in Deutschland zwischen 2020 und 2023 für die SVG Lüneburg in der Bundesliga.